# Джонні 2.0 (фільм)
«Джонні 2.0» (англ. Johnny 2.0) — американський фантастичний фільм 1997 року.

## Сюжет
У 2013 році індустріальні корпорації перетворили життя в боротьбу за новітні технології. Джонні 2.0 — двійник вченого-винахідника Джона Далтона, який створив його. Розробивши за замовленням корпорації «Азимут» технологію клонування, Далтон втік. Він не побажав більше брати участь у незаконних дослідженнях на людях. Але всі клони через деякий час відторгають власний код ДНК і в результаті цього гинуть. Далтоном була створена програма, яка виправляє цей дефект. Бажаючи роздобути цю програму для своїх корисливих цілей, корпорація наказує Джонні 2.0 знайти свого таємничого творця, обіцяючи йому натомість синоптичний переклад з дубліката в справжньої людини. Але час Джонні 2.0 закінчується, рахунок йде на години. Питання в тому, хто оригінал і скільки двійників.

## У ролях
- Джефф Фейгі — Джонні Далтон
- Тані Велч — Ніккі Голланд
- Майкл Айронсайд — Френк Донахью
- Джон Невілл — Бош
- Майкл Роудс — Тейлор
- Вон Флорес — Карлос
- Кліфф Сондерс — Ден O
- Юджин Ліпінскі — Філ
- Ніккі Гуадані — медсестра
- Дебора Берджесс — репортер
- Еліза Мулчеррі — фармацевт
- Мартін Роуч — людина в плащі
- Кен Сміт — продавець
- Даррен Марсман — особа
- Джеффрі Боус — APS командир
- Джеймс Доунінг — APS голограма
- Девід Блекер — APS робітник
- Ентоні Томас-Коста — водій
- Карлі Мандельбаум — жебрак
- Міган Фаленбок — поранений терорист
- Ден Дюран — диктор